# Ratlås
En ratlås tjener til sikring mod uberettiget brug af en bil eller andet motorkøretøj. Den fungerer som oftest ved hjælp af en med tændingslåsen kombineret bolt, som skydes ind i en rille i ratstammen, når tændingsnøglen tages ud. Denne bolt låser forhjulene fast, så man kun kan køre "i ring", hvorved betjeningen af styretøjet forhindres. Først når nøglen sættes i og drejes (tændingen tilsluttes) udløses bolten igen og køretøjet kan igen styres.
Ud over den nævnte, rent mekaniske udførelse findes der i dag også elektroniske ratlåse, hvor ratstammen fastlåses af elektriske aktorer.
På køretøjer fra og med årgang 1995 er der som oftest også installeret en som oftest elektronisk startspærre, som forhindrer uberettiget start af motoren.